# Hrabstwo Okaloosa
Okaloosa – hrabstwo w stanie Floryda w USA. Populacja liczy 180822 mieszkańców (stan według spisu z 2010 roku).
Powierzchnia hrabstwa to 2802 km² (w tym 374 km² stanowią wody). Gęstość zaludnienia wynosi 74,62 osoby/km².

## Miejscowości
- Cinco Bayou
- Crestview
- Destin
- Fort Walton Beach
- Laurel Hill
- Mary Esther
- Niceville
- Shalimar
- Valparaiso

## CDP
- Lake Lorraine
- Ocean City
- Wright